# Proceso de independencia de Brunéi
El Proceso de independencia de Brunéi se refiere a la transición institucional por la que el Sultanato de Brunéi pasó de ser un protectorado británico a un estado independiente.

## Protectorado británico
Brunéi pasó a ser protectorado británico con la firma del Tratado de Amistad de 1888. Este documento se complementó con el Tratado de 1906, por el cual Brunéi aceptaba la presencia de un Residente Británico que asesoraba en todos los asuntos salvo en los concernientes a la religión islámica y las costumbres malayas.
Aunque Brunéi adoptó una constitución en 1959 en la cual se declaraba como un estado autónomo, la responsabilidad de política exterior y de asuntos de defensa y seguridad permanecieron en manos del Reino Unido hasta 1984.

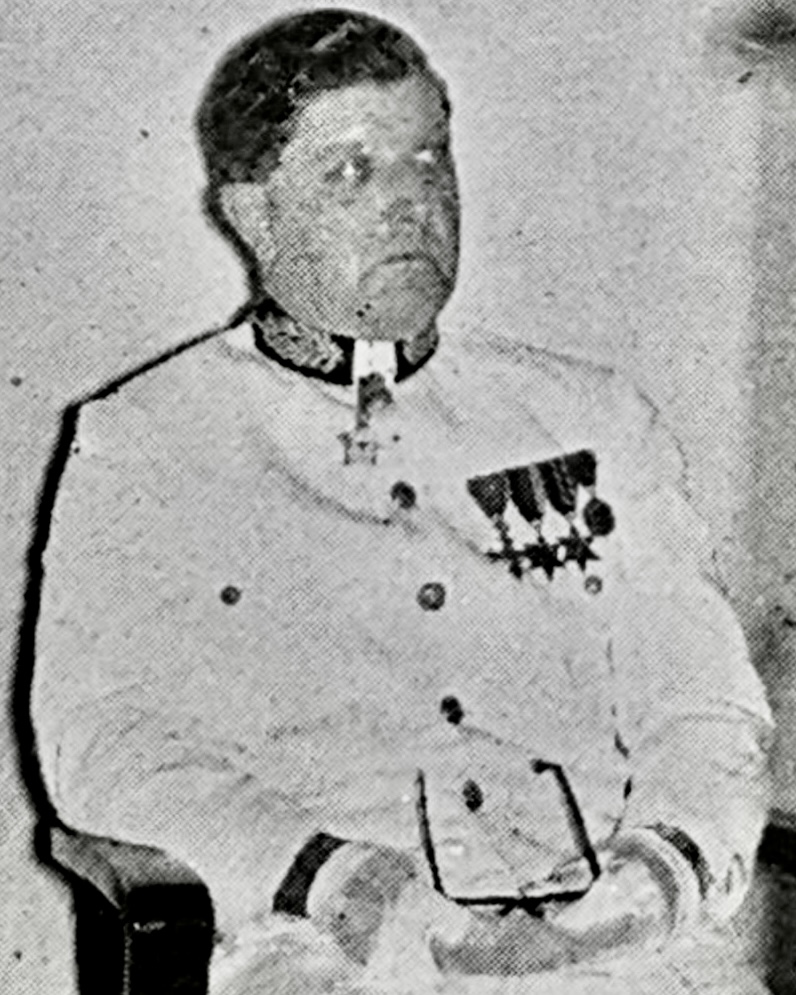
Dennis White, último Residente y primer Alto Comisionado británico en Brunéi. 1959.

También en 1959, el Reino Unido y Brunéi suscribieron un tratado que regía sus relaciones. Dicho documento fue modificado en 1971 por un nuevo tratado, el cual reconocía que Brunéi era autónomo a todos los efectos de su ordenación interna, quedando bajo responsabilidad del Reino Unido únicamente las relaciones exteriores y la defensa. La representación del gobierno británico estaba a cargo de un Alto Comisionado (High Commissioner) cuyo nombramiento había de ser aceptado por el Sultán. Desaparecía por este tratado la figura del Residente y su papel de asesor en asuntos internos.
El derecho a la autodeterminación de Brunéi se reconoció en diversas resoluciones de las Naciones Unidas. Así figuraba en la lista original de la Resolución 66 (I) de 14 de diciembre de 1946, que recogía los territorios sujetos a revisión anual por el Comité de Información sobre Territorios No Autónomos. El 3 de abril de 1963, el Comité Especial  de descolonización lo incluyó en su lista preliminar.
Tras el acuerdo de 1971, el gobierno británico informó al Secretario General de la ONU que dado que habían cesado sus funciones de asesoría en asuntos de gobierno interior, consideraba que el Reino Unido ya no estaba sujeto a las responsabilidades de información recogidas en el Artículo 73 de la Carta de las Naciones Unidas. Sin embargo, la Asamblea General consideró que la independencia no había sido alcanzada. En las sesiones de 1975 y 1977 la Asamblea reiteró el derecho a la autodeterminación e independencia de Brunéi instruyendo al Reino Unido a que tomara todas las medidas que le competieran para que se realizaran unas elecciones democráticas en Brunéi. El Reino Unido reiteró que Brunéi era un estado soberano, señalando la existencia de un tratado bilateral entre el sultanato y los Estados Unidos de América, y también que con el Acuerdo de 1971 habían acabado sus funciones de asesoramiento en materia de política interior.Cabe señalar que desde 1962 el país estaba viviendo bajo el estado de emergencia, sin celebración de elecciones.

## Situación respecto a la Federación Malaya

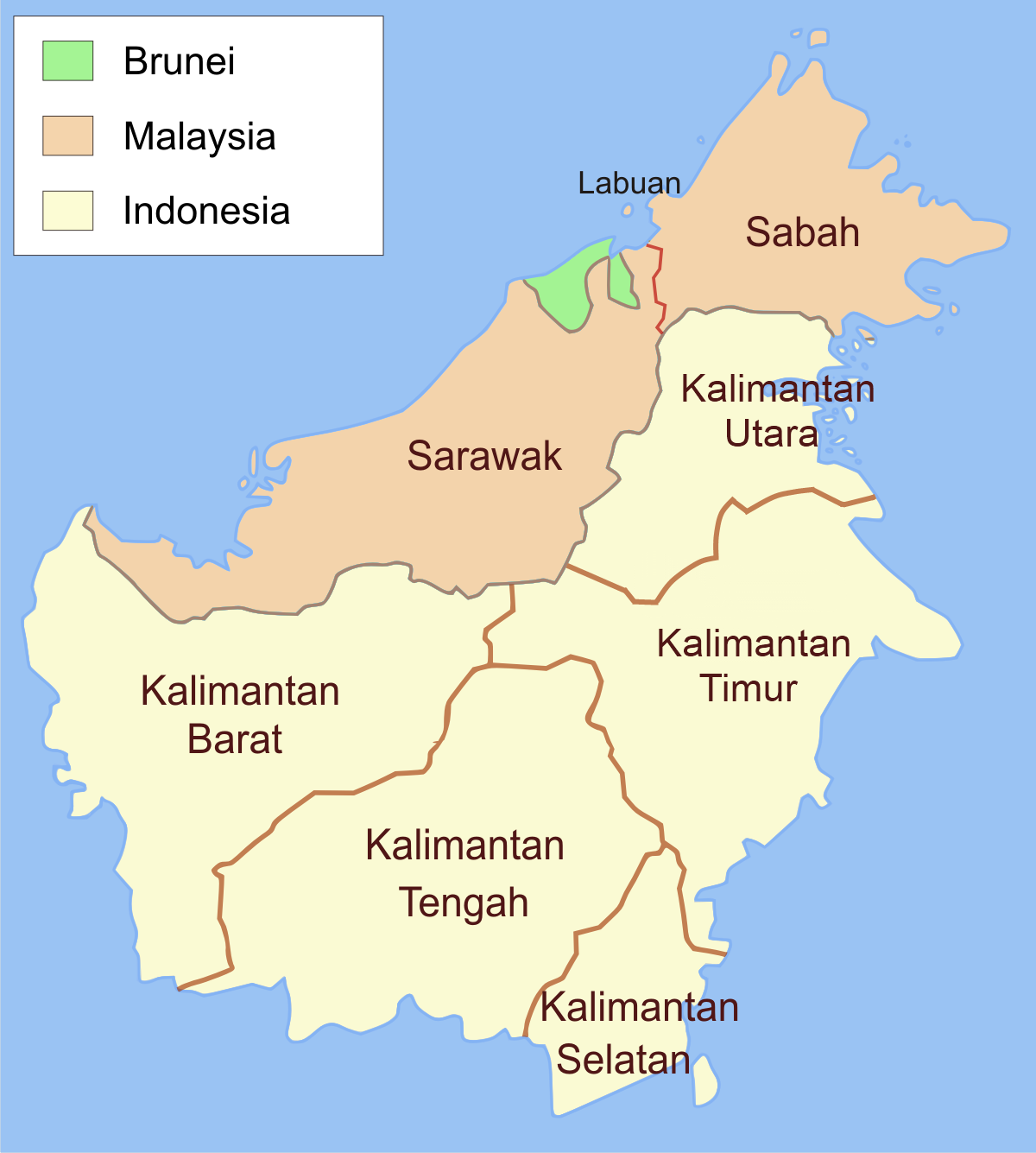
Mapa de Borneo con los territorios de Brunéi, Malasia e Indonesia

En 1961, Tungku Abdel Rahman, Primer Ministro de Malaya, propuso la formación de la Federación Malaya que  combinaría Malaya, la colonia de Singapur y los tres territorios británicos del norte de Borneo. En un principio, todas las partes afectadas aceptaron la idea, aunque finalmente Brunéi y Singapur abandonarían el proceso de federación.
El territorio de Brunéi está formado por dos territorios que están rodeados y separados por territorio de Sarawak, especialmente de la Quinta División, que había pertenecido a Brunéi en algunos momentos de su historia. También en el norte de Borneo se encuentra Sabah, en tiempos coloniales Borneo Septentrional británico, y próximo a la costa norte de Borneo está la isla de Labuán, que también era territorio británico como parte de los Establecimientos de los Estrechos hasta que en 1946 se incorporó a Sabah.Las administraciones británicas habían planteado en diversas ocasiones desde la década de 1890 unificar sus territorios en Borneo para simplificar su administración.
El resto de la isla de Borneo formaba parte de Indonesia.El presidente indonesio Sukarno se oponía a que los tres territorios se incorporaran a la nueva federación ya que consideraba toda la isla como parte de la Gran Indonesia. En el caso de Brunéi, había activistas proindonesios comandados por Yassin Affendi, que había iniciado el reclutamiento en Brunéi y zonas próximas de Sarawak de una fuerza armada clandestina, el TNKU (Tentora National Kalimantan Utara, Ejército Nacional del Norte de Borneo).

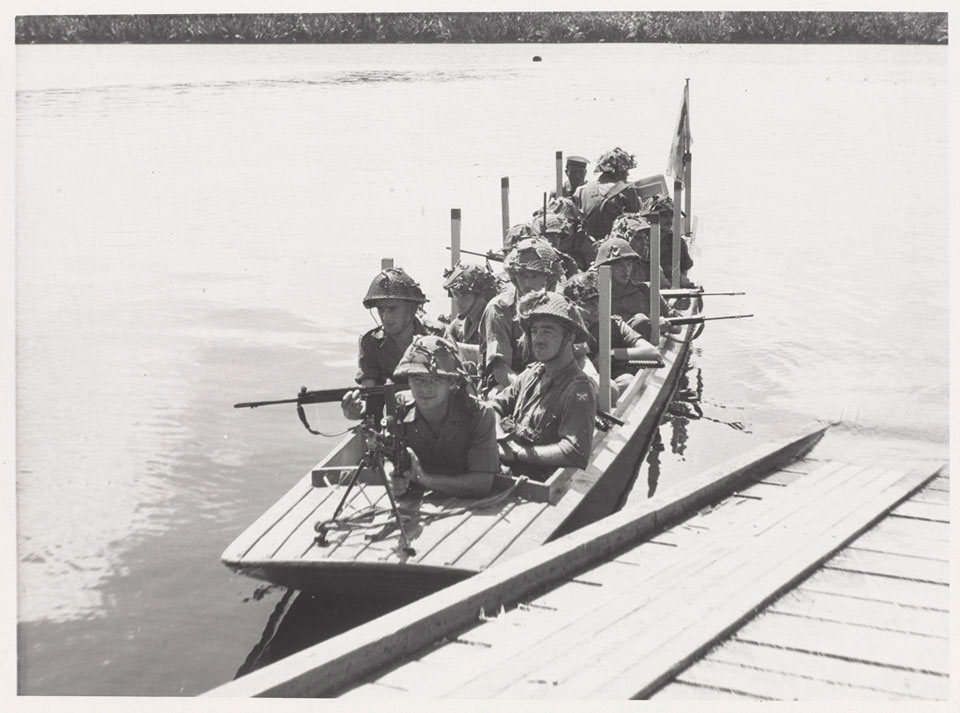
Tropas británicas de patrulla en Brunéi tras la rebelión de 1962

El 30 de agosto de 1962 tuvieron lugar elecciones legislativas en Brunéi. El Partido del Pueblo de Brunéi (Partai Rakyat Brunei, PRB), dirigido por el jeque Enche A. M. Azahari,  obtuvo los dieciséis puestos electivos del Consejo Legislativo. Sin embargo la colusión de los diecisiete miembros designados por el Sultán les eliminaba cualquier peso en las decisiones. Azahari y el PRB estaban a favor de la unificación de los tres territorios del norte de Borneo bajo una monarquía parlamentaria regida por el Sultán. Sin embargo, no ocultaban su simpatía por la Indonesia de Sukarno, lo que les ponía en contra del proyecto de Gran Malasia.
El TNKU y el PRB iniciaron una insurrección contra el régimen del Sultán el 6 de diciembre de 1962. Esta rebelión fue rápidamente aplastada por las fuerzas militares británicas.
La inclusión en la Federación tenía potenciales ventajas para el sultán Omar Ali Saifuddin, pues los recursos petrolíferos le podían proporcionar una influencia sobre la misma muy superior a la que la pequeña población -entonces unos 85 000 habitantes- representaba.De hecho el Sultán tuvo gestos positivos hacia Malaya, como el préstamo de 1958 de 100 millones de dólares por la relación personal entre Tunku Abdul Rahman y el Sultán. Pero esta ayuda económica hacia los estado de la península no se hizo extensiva a las colonias británicas de Sarawak y Sabah, incluso cuando los británicos lo sugirieron.
Por otro lado, la adhesión a una federación -ya fuera incluyendo la península malaya, ya fuera únicamente de los territorios del norte de Borneo- venía en detrimento del poder absoluto del Sultán. Otro problema que causaba era respecto de la población, ya que por un lado podía abrir la puerta a la emigración desde Sarawak y por otro lado la ideología centrada en la cultura malaya creaba conflictos con las minorías de Brunéi, especialmente el 20% de origen chino.
En definitiva, y tal como indica un documento de la ONU, cuando la Federación de Malaysia se constituyó en 1963, las conversaciones fueron de algún modo discontinuadas como resultado de no alcanzarse un acuerdo sobre los términos de la adhesión de Brunéi.

## Proceso de independencia
Brunéi accedió a la independencia el 31 de diciembre de 1983 en virtud del Tratado de Amistad y Cooperación suscrito entre el gobierno del Reino Unido de Gran Bretaña e Irlanda del Norte y el Sultanato de Brunéi el 7 de enero de 1979.

### Relaciones exteriores
Para el funcionamiento del nuevo país era necesario disponer de un departamento de relaciones exteriores desde un primer momento. Para ello se creó un departamento embrionario formado por un cuadro de funcionarios formados con la asistencia del Foreign and Commonwealth Office británico, así como de los servicios exteriores de otros países de la Commonwealth y de la ASEAN. En junio de 1983 los países miembros de la ASEAN consideraron a Brunéi como candidato. En 1981, representantes de Brunéi participaron en la Tercera Conferencia de las Naciones Unidas sobre Derecho Marítimo como invitados de la delegación de Singapur. En 1982 y 1983, asistieron a la Asamblea General como invitados de Malasia.
Ya en este periodo inmediatamente anterior a la independencia, Brunéi estaba en contacto con la Comisión para Económica y Social para Asia y el Pacífico y con la Organización Mundial de la Salud. También participaba en programas sobre aviación civil, aduanas y pesquerías.
El Consejo Legislativo de Brunéi aprobó a inicios de 1982 las normas nacionales para el establecimiento de representaciones consulares y la protección de los agentes diplomáticos.

### Defensa
La defensa de Brunéi antes de la independencia estaba a cargo del Reino Unido. Para ello tenía estacionado desde 1962 en el sultanato un batallón de gurkhas. El 22 de septiembre de 1983, ambos países pactaron que esta fuerza seguiría en el territorio y continuaría dependiendo del mando británico, el cual podría utilizarla en caso de emergencia en otros lugares, como por ejemplo Hong Kong. La fuerza sería pagada por el Sultán. El acuerdo contemplaba además que el ejército británico siguiera utilizando las instalaciones de Tutong para la formación de sus fuerzas en la lucha en la jungla. Al tiempo, las fuerzas armadas británicas entrenarían y formarían a las de Brunéi.
Pese a que la defensa dependía del Reino Unido hasta el fin del protectorado, las fuerzas armadas de Brunéi iniciaron su existencia antes de acabar el periodo colonial. En 1961 se constituyó el Regimiento Malayo (Askar Melayu) de Brunéi, origen de su ejército de tierra.
El 14 de junio de 1965 se constituyó la Marina Real de Brunéi, que se denominó inicialmente Sección de Embarcaciones (Boat Section), con un plantilla inicial de solo dieciocho personas, incluyendo el oficial al cargo, procedente del Primer Batallón de ejército y que había realizado su formación  en Malasia entre 1961 y 1964. La fuerza fue creciendo en personal y medios, de manera que ya en 1971 -años antes de la independencia- contaba con dos patrulleras y varias embarcaciones de diversos tipos, todas ellas tripuladas por nacionales de Brunéi.
La Real Fuerza Aérea de Brunéi también se creó antes de la independencia; en 1966 se formó un pelotón de helicópteros dentro del ejército, si bien en un principio con tripulación británica. A partir de 1967 los miembros serían ciudadanos de Brunéi.
El primero de enero de 1984 se creó el Ministerio de Defensa de Brunéi.